# Premi de la Música Brasilera
El Premi de Música Brasilera (originalment en portuguès: Prêmio da Música Brasileira) és un premi per a la música popular brasilera. Va ser concebut l'any 1987 per Zé Maurício Machline, i inicialment es coneixia amb els noms dels seus patrocinadors; ha rebut els noms de Premi Sharp (per Sharp Corporation), Premi Caras (per la revista Caras) i Premi TIM de Música (per TIM Brasil), abans d'assumir el seu nom actual.

## Història
El premi va ser patrocinat inicialment per Sharp, motiu pel qual es coneixia inicialment com el Prêmio Sharp de Música Brasileira, des de la seva primera edició el 1988 (amb el premi en referència a l'any anterior, el 1987) fins al 1998. El 1995 Sharp també va crear un premi a l'excel·lència en el teatre brasiler. Tanmateix, el 1999, quan el Premi Sharp de Música havia de fer la seva 12a edició i el Premi Sharp de Teatre la seva cinquena, la crisi econòmica d'aquell any al Brasil (l'«efecte samba») va impedir que se celebrés la cerimònia. Es va donar a conèixer la llista de guanyadors, però només van rebre un premi simbòlic, sense la festa de lliurament. Tampoc no es va celebrar els anys 2000 ni 2001.
El 2002 es va convertir en Prêmio Caras, patrocinat per la revista homònima. Un any més tard, es va convertir en el Prêmio TIM de Música, patrocinat per l'operador telefònic TIM fins al 2008. El 2009, el guardó va tenir una producció independent i va comptar amb el suport de tota la classe artística brasilera. A partir del 2009, en la seva vintena edició, va guanyar el nom definitiu de Prêmio da Música Brasileira, i el 2010 va continuar amb el mateix nom, amb Vale com a patrocinador.

## El premi
El projecte destaca des dels seus inicis per la seva rellevància en el certamen cultural. Segons els seus creadors, el premi té dos objectius: premiar la immensa varietat de manifestacions musicals del país, fomentar el descobriment de nous talents, i promoure trobades productives entre les diverses tendències de la música contemporània autòctona, buscant la qualitat més alta en tots els aspectes de la música del Brasil.
La votació la fa un òrgan de jutges format per noms representatius de la diversitat musical, i l'elecció del guanyador de cada categoria es basa estrictament en el mèrit artístic de cada artista i/o obra. Finalment, cada edició fa honor als noms considerats importants en MPB de l'actualitat i del passat.
Les categories inicials eren: infantil, regional, cançó popular, samba, pop/rock, MPB, especials, clàssica i instrumental, a més de la persona homenatjada. En edicions posteriors, van desaparèixer les d'infantil i clàssica, i s'hi va afegir urbana.

## Homenatjats
Cada edició dels premis presenta un artista destacat de la música brasilera com a homenatjat. A partir del 2003, el premi alterna entre un artista viu i un artista mort.
| - 1988 – Vinícius de Moraes - 1989 – Dorival Caymmi - 1990 – Maysa - 1991 – Elizeth Cardoso - 1992 – Luiz Gonzaga - 1993 – Angela Maria i Cauby Peixoto - 1994 – Gilberto Gil - 1995 – Elis Regina - 1996 – Milton Nascimento - 1997 – Rita Lee - 1998 – Jackson do Pandeiro | - 1999 – (no hi va haver premi) - 2002 – Gal Costa - 2003 – Ari Barroso - 2004 – Lulu Santos - 2005 – Baden Powell - 2006 – Jair Rodrigues - 2007 – Zé Keti - 2008 – Dominguinhos | - 2009 – Clara Nunes - 2010 – Dona Ivone Lara - 2011 – Noel Rosa - 2012 – João Bosco - 2013 – Tom Jobim - 2014 – La samba - 2015 – Maria Bethânia - 2016 – Gonzaguinha - 2017 – Ney Matogrosso - 2018 – Luiz Melodia - 2019-2022 – (no hi va haver premi) - 2023 – Alcione - 2024 - Tim Maia. |